# Comuna Moțăței, Dolj
Moțăței este o comună în județul Dolj, Oltenia, România, formată din satele Dobridor, Moțăței (reședința) și Moțăței-Gară.

## Amplasare
Comuna Moțăței este una dintre cele mai mari, atât ca întindere cât și ca număr de locuitori, de pe teritoriul județului Dolj. Vecinii acesteia sunt:
- La sud, Moțăței-Gară;
- La vest, Dobridor;
- La nord, Caraula;
- La est, Galicea Mare;

## Istorie
Vechimea comunei Moțăței este de peste 15 veacuri, când se povestește că, aici, au venit primii locuitori și au întemeiat vatra satului.

## Demografie
Componența etnică a comunei Moțăței
     Români (91,93%)
     Alte etnii (8,07%)
Componența confesională a comunei Moțăței
     Ortodocși (89,78%)
     Adventiști (1,2%)
     Alte religii (0,88%)
     Necunoscută (8,14%)
Conform recensământului efectuat în 2021, populația comunei Moțăței se ridică la 5.920 de locuitori, în scădere față de recensământul anterior din 2011, când fuseseră înregistrați 6.935 de locuitori. Majoritatea locuitorilor sunt români (91,93%). Din punct de vedere confesional, majoritatea locuitorilor sunt ortodocși (89,78%), cu o minoritate de adventiști (1,2%), iar pentru 8,14% nu se cunoaște apartenența confesională.

## Politică și administrație
Comuna Moțăței este administrată de un primar și un consiliu local compus din 15 consilieri. Primarul, Florentin-Răzvan Mărgelu[*], de la Partidul Social Democrat, este în funcție din 1 noiembrie 2024. Începând cu alegerile locale din 2024, consiliul local are următoarea componență pe partide politice:
|  | Partid                    | Consilieri | Componența Consiliului | Componența Consiliului | Componența Consiliului | Componența Consiliului | Componența Consiliului | Componența Consiliului | Componența Consiliului | Componența Consiliului | Componența Consiliului | Componența Consiliului | Componența Consiliului |
|  | ------------------------- | ---------- | ---------------------- | ---------------------- | ---------------------- | ---------------------- | ---------------------- | ---------------------- | ---------------------- | ---------------------- | ---------------------- | ---------------------- | ---------------------- |
|  | Partidul Social Democrat  | 11         |                        |                        |                        |                        |                        |                        |                        |                        |                        |                        |                        |
|  | Alianța Dreapta Unită     | 3          |                        |                        |                        |                        |                        |                        |                        |                        |                        |                        |                        |
|  | Partidul Național Liberal | 1          |                        |                        |                        |                        |                        |                        |                        |                        |                        |                        |                        |

## Personalități
- Ion P. Filipescu (1927 - 2002), jurist, judecător la Curtea Constituțională a României (1992-1995)
- Stefan Iovan (20.08.1960), fotbalist, in prezent antrenor secund al echipei naționale, câștigător al Cupei Europei cu Steaua București în 1986
- Petre Dumitrescu (1882 - 1950), important general de armată român din al Doilea Război Mondial

## Obiective turistice
Două biserici care fac parte din patrimoniul cultural „Crucea de piatră” din Moțăței-Gară:
- Biserica Ortodoxă „Sfântul Nicolae”
- Biserica „Sfinții Împărați Constantin și Elena"